# Weltfunkkonferenz

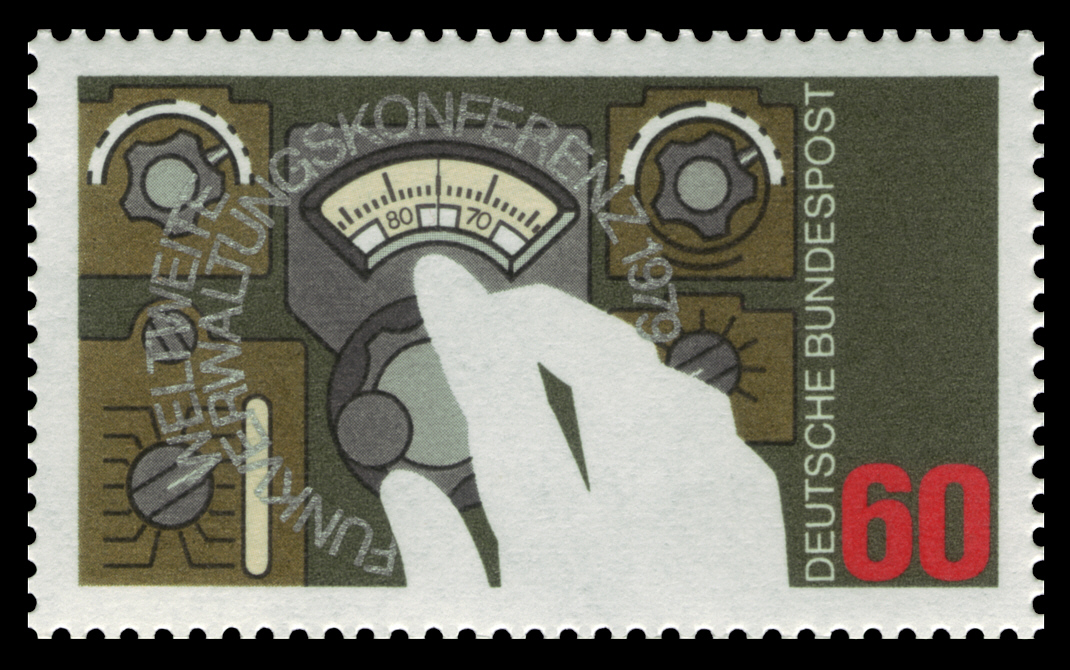
Sonderbriefmarke der Deutschen Bundespost von 1979

Die Weltfunkkonferenz (englisch World Radiocommunication Conference, WRC) entscheidet auf internationaler Ebene über die Belange des Funkwesens. Die Weltfunkkonferenz tagt seit 1995 alle zwei bis vier Jahre; die auch im Deutschen übliche Abkürzung für eine bestimmte Konferenz lautet z. B. WRC-07 für die Weltfunkkonferenz 2007.

## Agenda
Zu einer Weltfunkkonferenz gehört die Festlegung durchzuführender Studien ebenso wie die Definition von Funkbetriebsverfahren, die Festlegung von Qualifikationsanforderungen für Funkpersonal, sowie die Zuweisung von Frequenzbändern an die verschiedenen Funkdienste, wie zum Beispiel Seefunkdienst, Flugfunkdienst, Rundfunkdienst oder Amateurfunkdienst.
Veranstalter der Weltfunkkonferenz ist die Internationale Fernmeldeunion (ITU), eine Unterorganisation der Vereinten Nationen. Teilnehmer sind die ITU-Mitgliedstaaten. In Deutschland ist die für das Funkwesen zuständige Behörde das Bundesministerium für Wirtschaft und Technologie (BMWi) mit der BNetzA im Geschäftsbereich. Das BMWi hat zur Vorbereitung der WRC die vom BMWi selbst geleitete Nationale Gruppe zur Vorbereitung der Weltfunkkonferenz (NG) eingerichtet. Die an einer WRC ebenfalls teilnehmenden Interessenvertreter von Frequenznutzern oder der Industrie, wie zum Beispiel NATO, EBU oder IARU, haben keine eigene Stimme.
Das Gesamtergebnis der Weltfunkkonferenz ist die Vollzugsordnung für den Funkdienst (VO Funk), die dadurch fortgeschrieben wird. Elemente der VO Funk werden von den Staaten in nationales Recht übersetzt.

## Geschichte
Am Anfang der Nutzung der Funkanlagen um das Jahr 1900 unterlagen die Betreiber keinerlei Auflagen oder Einschränkungen. Mit der zunehmenden Verbreitung von Funkanlagen und der Möglichkeit, per Funk größere Entfernungen zu überbrücken, ergab sich bald die Notwendigkeit einer internationalen Koordinierung.

### Vorbereitende Funktelegrafiekonferenz, Berlin 1903
Auf Einladung der deutschen Reichsregierung trafen sich Vertreter der Staaten Deutschland, Österreich, Spanien, Vereinigte Staaten von Amerika, Frankreich, Ungarn, Russland, Italien und Großbritannien in Berlin zu einer vorbereitenden Funktelegrafiekonferenz (Preliminary conference on wireless telegraphy). Diese Konferenz, die keine offizielle Veranstaltung der Internationalen Fernmeldeunion war, hatte zum Ziel, eine grundlegende Basis für funktelegrafische Regelungen zu schaffen, die dann später in ein internationales Abkommen eingehen sollten. Gegenstand der Konferenz waren Vereinbarungen über den Seefunk. Heute wird diese Zusammenkunft allgemein als die erste Konferenz in der Reihe der Weltfunkkonferenzen betrachtet. Das am 13. August 1903 verabschiedete Schlussprotokoll der Konferenz umfasste acht Artikel auf zwei Seiten. Die britische Delegation legte einen grundsätzlichen Vorbehalt gegen das Konferenzergebnis ein, die italienische Delegation hatte Vorbehalte gegen einige Artikel des Schlussprotokolls. Diese Vorbehalte dienten dem Schutz der Firmeninteressen der von dem Italiener Guglielmo Marconi in England betriebenen Firma Marconi Company, die als Seefunkdienstleister ein Quasi-Monopol innehatte.

### Internationale Funktelegrafiekonferenz, Berlin 1906
An dieser zweiten internationalen Funkkonferenz, die vom 3. Oktober bis zum 3. November 1906 in Berlin abgehalten wurde, nahmen die Delegationen von bereits 27 Staaten teil. Zu den Vertragsparteien der Vorbereitenden Funktelegrafiekonferenz 1903 hatten sich nun Vertreter von Argentinien, Belgien, Brasilien, Bulgarien, Chile, Dänemark, Griechenland, Japan, Mexiko, Monaco, Norwegen, der Niederlande, Persien, Portugal, Rumänien, Schweden, der Türkei und Uruguay hinzugesellt. Wie die Vorgängerkonferenz 1903 war auch diese Konferenz noch keine offizielle Konferenz der Internationalen Fernmeldeunion. Das Ergebnis der Konferenz, die sich wiederum mit Seefunk befasste, war der erste internationale Funkvertrag, nämlich der am 3. November 1906 verabschiedete Internationale Funkentelegraphen-Vertrag (engl. International Wireless Telegraph Convention). Neben dem eigentlichen Vertrag beschloss die Konferenz ein Schlussprotokoll (Final Protocol), eine zusätzliche Vereinbarung (Additional Agreement) sowie Bestimmungen über den Funkverkehr (Service Regulations).
Ein wirtschaftlich wichtiges Konferenzergebnis, enthalten in der zusätzlichen Vereinbarung, war die bindende Übereinkunft über eine diskriminierungsfreie Durchführung des Funkverkehrs, unabhängig davon, welches Funksystem (Marconi oder andere) jeweils verwendet wurde. Für die Sicherheit auf See war die Einführung des Seenotzeichens SOS ein wichtiger Schritt. Der international einheitlichen und damit flüssigen Abwicklung des Seefunkverkehrs diente die Vereinbarung von Funkverkehrszeichen, kurz auch nur „Verkehrszeichen“ genannt, die beispielsweise Beginn und Ende einer Aussendung kennzeichneten oder der Gegenstation die Aufforderung zum Senden übermittelten. Auch wurden die Wellenlängen 300 m (entsprechend einer Frequenz von 1 MHz, hauptsächlich für die Benutzung durch Schiffe) und 600 m (entsprechend einer Frequenz von 500 kHz) als die für den öffentlichen Nachrichtenaustausch zu verwendenden Wellenlängen festgelegt.
Die Internationale Fernmeldeunion beging am 30. Oktober 2006 in einer Feierstunde den einhundertsten Jahrestag der Konferenz und das einhundertjährige Bestehen der Vollzugsordnung für den Funkdienst.

### Dritte Funkverwaltungskonferenz, London 1912
Die dritte Konferenz stand ganz im Zeichen des Untergangs der RMS Titanic / MGY. Bei der Untersuchung des Untergangs wurden wesentliche Mängel im Betriebsablauf der Schiffe mit Funkanlagen untereinander festgestellt, es gab keine einheitlichen Betriebszeiten usw. So bestand z. B. der Vorbehalt der mit Marconi-Geräten ausgerüsteten Stationen, nur untereinander zu verkehren. Das war nötig, weil für die öffentliche Telegrafie ein gesetzliches Monopol der britischen Post bestand.
An der Konferenz nahmen 45 Staaten und abhängige Gebiete teil: Ägypten, Argentinien, Australien, Belgien, Belgisch-Kongo, Bosnien-Herzegowina, Brasilien, Britisch-Indien, Bulgarien, Chile, Dänemark, Deutschland, Formosa, Frankreich und Algerien, Französisch-Äquatorialafrika, Französisch-Indochina, Französisch-Westafrika, Griechenland, Großbritannien, Italien, Japan und Korea, Japanisch-Sachalin und Kwantung, Kanada, Madagaskar, Marokko, Monaco, Neuseeland, die Niederlande, Niederländisch-Indien und Curaçao, Norwegen, Österreich, Persien, Portugal, Rumänien, Russland, San Marino, Schweden, Siam, Spanien, die Südafrikanische Union, Tunesien, Türkei, Ungarn, Uruguay und die Vereinigten Staaten.
Das neue Vertragswerk enthielt 23 Artikel, das Protokoll hatte drei Absätze und die Service Regulations enthielten 50 Artikel, darunter das Internationale Morsealphabet, Q-Gruppen und viele nützliche Bestimmungen.
Die Vorgängerorganisation der WRC war bis 1982 die World Administrative Radio Conference (WARC), in deutsch Weltweite Funkverwaltungskonferenz.

### WARC SAT-77
Auf der WARC SAT-77 vom 10. Januar bis 13. Februar 1977 in Genf beschlossen die Teilnehmer einen weltweiten Rundfunk-Satellitenplan. Für 112 antragstellende Länder wurden die geostationären Orbitalpositionen für die zukünftigen Rundfunk-Satelliten im Weltall festgelegt. Am 1. Januar 1979 galt eine Vereinbarung mit einer Laufzeit von 15 Jahren, die vorsah, das jedes Land fünf Fernsehprogramme oder mehrere Hörfunk-Programme direkt vom Satelliten zum Teilnehmer abstrahlen konnten. Die Direct-Broadcasting-Satelliten (DBS) sollten in 36.000 km Höhe mit einem Abstand von 6° (ca. 4415 km) über dem Äquator positioniert werden. Eine gemeinsame Position 19° West wurde Belgien, der Bundesrepublik Deutschland, Frankreich, Holland, Italien, Luxemburg, Österreich und der Schweiz zugewiesen und u. a. durch TV-SAT genutzt.

### WARC 1979
An der WARC-79 wurden dem Amateurfunkdienst drei neue Kurzwellenbänder (WARC-Bänder) zugeteilt.

## Konferenztermine
- Genf, 1995 (WRC-95)
- Genf, 1997 (WRC-97)
- Istanbul, 2000 (WRC-2000)
- Genf, 2003 (WRC-03)
- Genf, 2007 (WRC-07), 22. Oktober bis 16. November
- Genf, 2012 (WRC-12), 23. Januar bis 17. Februar
- Genf, 2015 (WRC-15), 2. bis 27. November
- Scharm asch-Schaich, 2019 (WRC-19), 28. Oktober bis 22. November[9]
- Dubai, 2023, 20. November bis 15. Dezember 2023[10][11]

Die nächste Weltfunkkonferenz (WRC-27) ist für das Jahr 2027 geplant.